# Triphora medinae
Triphora medinae is een slakkensoort uit de familie van de Triphoridae. De wetenschappelijke naam van de soort is voor het eerst geldig gepubliceerd in 1955 door Parodiz.